# Пессано-кон-Борнаго
Пессано-кон-Борнаго, Пессано-кон-Борнаґо (італ. Pessano con Bornago) — муніципалітет в Італії, у регіоні Ломбардія, метрополійне місто Мілан.
Пессано-кон-Борнаго розташоване на відстані близько 480 км на північний захід від Рима, 18 км на північний схід від Мілана.

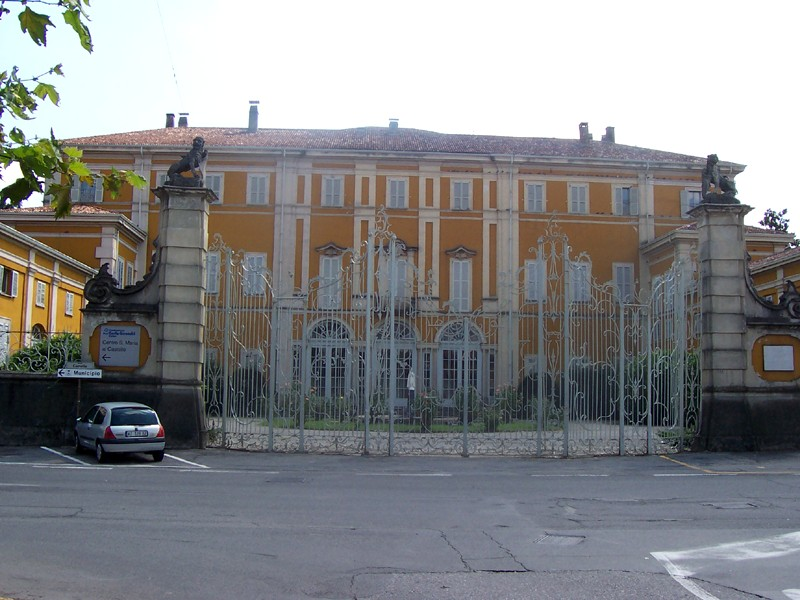

Населення — 9125 осіб (2014).

## Демографія
Населення за роками:

Станом на 1 січня 2023 року в муніципалітеті офіційно проживало 797 іноземців з 54 країн, серед них 298 громадян країн Євросоюзу та 42 громадяни України.

## Сусідні муніципалітети
- Буссеро
- Камб'яго
- Капонаго
- Каругате
- Джессате
- Ґорґонцола